# Universidad de Trieste

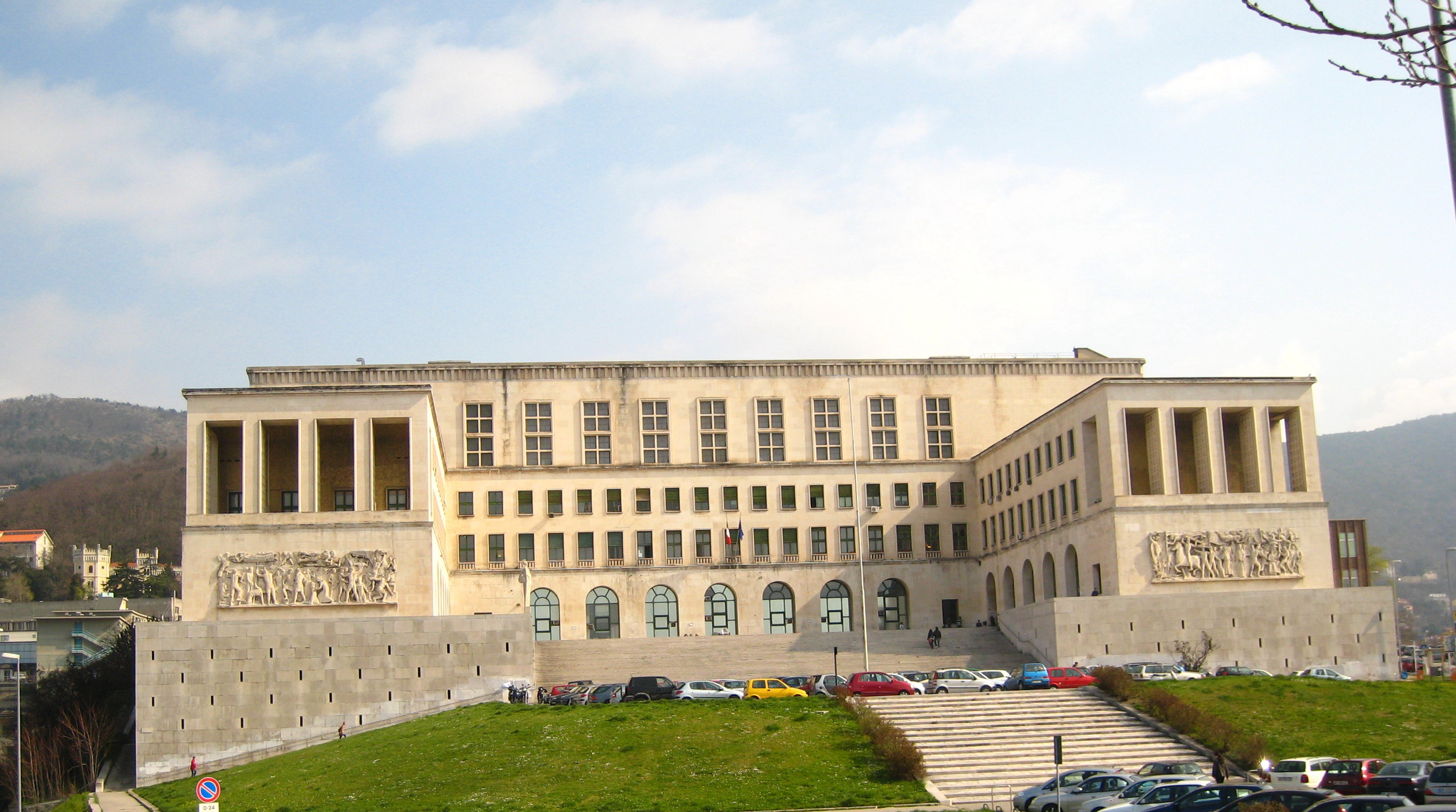
Bloque central de la Universidad de Trieste, 1938

La Universidad de Trieste (en italiano: Università degli Studi di Trieste) es una universidad estatal italiana. Fue fundada en 1924, como "Regia Università degli Studi Economici e Commerciali" (Real Universidad de los Estudios Económicos y Comerciales), sobre la base de la Scuola Superiore di Commercio, Fondazione Revoltella, que ya existía y fue creada con donación privada en 1877, cuando Trieste todavía estaba en Austria-Hungría, conforme a la voluntad y testamento del barón Pasquale Revoltella.
La universidad cuenta con 12 facultades y tiene 23 000 estudiantes con alrededor de 1000 docentes. Tiene 100 años lo que la hace una universidad joven comparada con otras universidades italianas. En 2009, en el ranking nacional universitario, esta Universidad resultó la segunda mejor de Italia. Más aún, en 2010, fue evaluada la mejor universidad italiana en el Clasificación académica de universidades del THE.